# Laus Polyphoniae
Laus Polyphoniae is het zomerluik van het Festival van Vlaanderen-Antwerpen.

## Toelichting

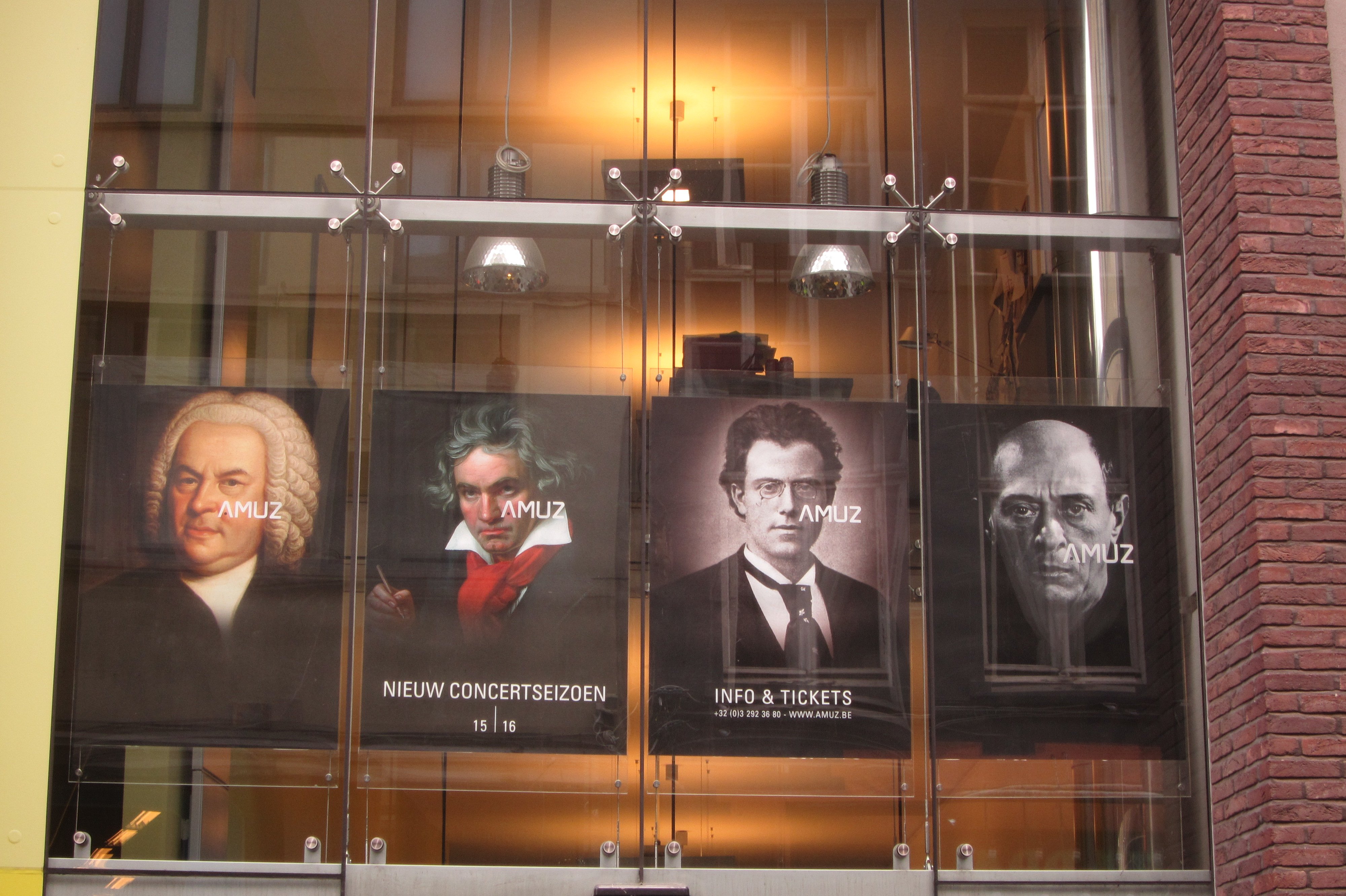
Muziekcentrum AMUZ, Kammenstraat, Antwerpen

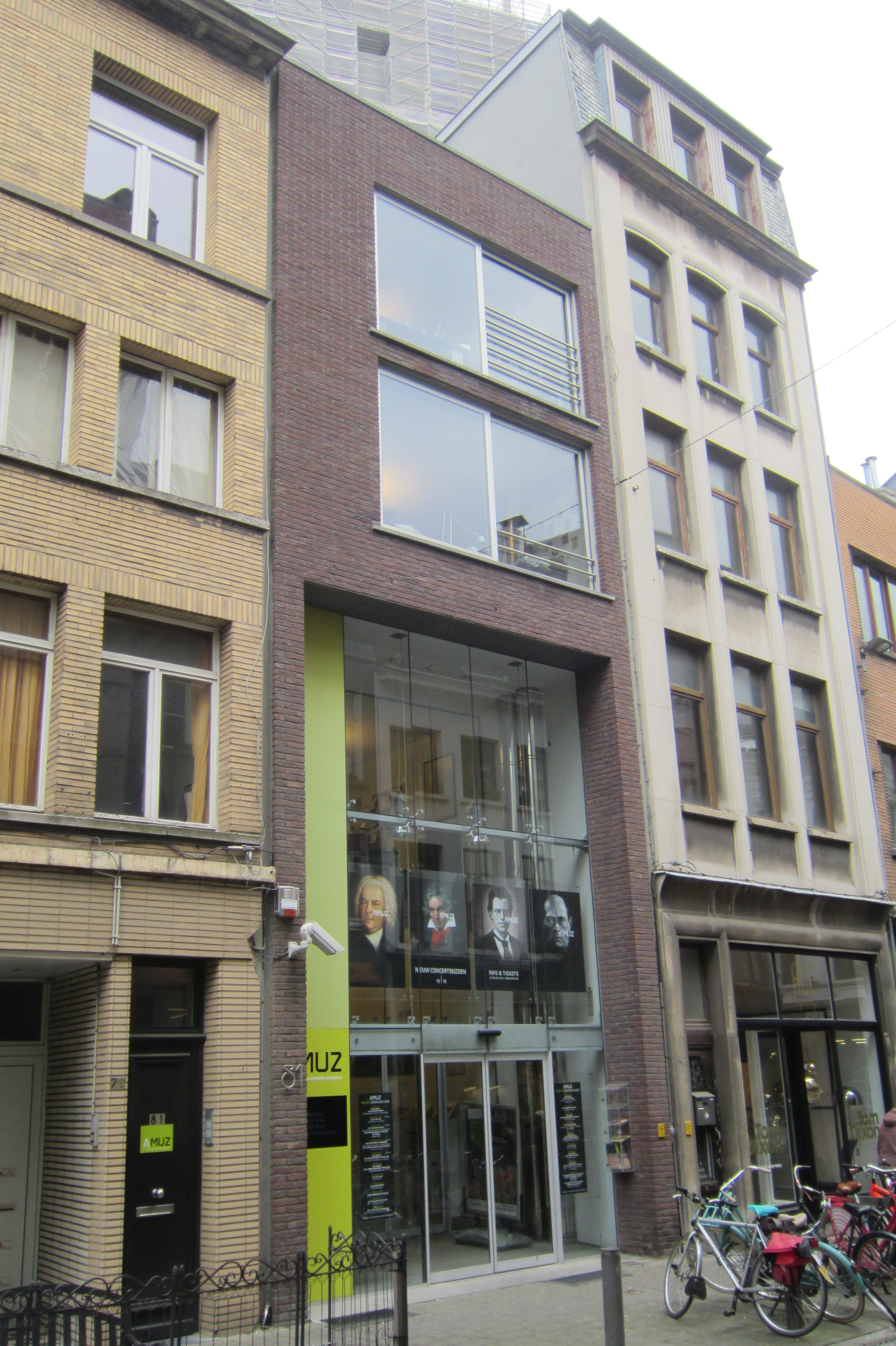
Voorgevel vzw AMUZ, Kammenstraat, Antwerpen

Sinds 1994 vindt dit festival rond oude muziek en polyfonie jaarlijks plaats tijdens de laatste weken van augustus in de tot muziekcentrum AMUZ verbouwde Sint-Augustinuskerk gelegen in de Antwerpse Kammenstraat. De muziek treedt daarbij in dialoog met andere kunstvormen zoals literatuur (bv het Gruuthuse-handschrift en de beeldende kunsten (bv. Het Crucifixretabel van de Vlaamse beeldhouwer Jacob de Baerze). De muziekuitvoeringen gaan naast het muziekcentrum AMUZ door op verschillende locaties in de stad Antwerpen zoals het Rubenshuis, het Elzenveld, het Paleis op de Meir en het Theater Troubleyn en in verschillende Antwerpse kerken zoals de Sint-Pauluskerk, de Sint-Andrieskerk en de Sint-Joriskerk. 

Elk jaar staat een thema of componist centraal in het programma en wordt een ensemble in residentie in de kijker gezet dat rond het jaarthema meerdere concerten presenteert.

## Thema's
Programmaboeken van de afgelopen edities zijn beschikbaar op hun website.
- Orlandus Lassus (1994)
- De Antwerpse muziekdrukkers in de 16e eeuw (1995)
- I Fiamminghi in Italia (1996)
- Johannes Ockeghem en zijn tijd (1997)
- Música Ibérica (1998)
- Antoon van Dyck en de muziek van zijn tijd (1999)
- De eerste polyfonisten (2000)
- Josquin Desprez en zijn tijd (2001)
- Musica Britannica (2002)
- Philippus de Monte en de Habsburgse hoven (2003)
- Polifonia Italiana (2004)
- Jacob Obrecht en zijn tijd (2005) - Capilla Flamenca
- Conquista y reconquista (2006) - Ensemble Elyma
- Franse polyfonie (2007) - Ensemble Clément Janequin
- Muziek in de Hanzesteden (2008) - Concerto Palatino
- Cappella Sistina (2009) - Collegium Vocale Gent
- Manu Scriptum (2010) - Huelgas Ensemble
- Sons Portugueses (2011) - La Colombina
- Mare Adriatico (2012) - Deadalus en Dialogos
- Virgin Queen Elizabeth I (2013)
- Claudio (2014) - Op zoek naar de jonge Monteverdi
- Petrus Alamire (2015)
- Mors. De eeuw van de Zwarte Dood of muziek van de XIVe eeuw (2016)
- Adoratio. Over heiligen, martelaren en geliefden (2017)
- BEFORE & BEYOND (2018)
- Maria van Bourgondië (2019)
- Polyphony connects (2020)
- Josquin (2021)
- ’Contrapunt van het leven’ (2022)